# درز
درز، روستایی در دهستان درز و سایبان بخش مرکزی شهرستان لارستان در استان فارس ایران است. این روستا، مرکز دهستان درز و سایبان است.
روستای درز در جنوب استان فارس قرار دارد و تا شهر لار، ۱۳۹ کیلومتر فاصله دارد.

## جمعیت
بر پایه سرشماری عمومی نفوس و مسکن در سال ۱۳۹۵، جمعیت این روستا برابر با ۱٬۲۷۷ نفر (۳۷۳ خانوار) بوده است.